# خرچنگ مرموز فابریچی
خرچنگ مرموز فابریچی (نام علمی: Ocypode fabricii) نام یک گونه از سرده تندپاها است.